# Temperatura

A temperatura de um gás ideal está relacionada com a energia cinética média das partículas deste gás. Nesta animação, em escala, a relação entre o tamanho do átomo de Hélio e a distância entre eles seria a esperada para o hélio à temperatura ambiente e submetido a uma pressão de. Mantidas as escalas, as velocidades das partículas aqui são significativamente muito menores do que as real.

Temperatura é uma grandeza física que mede a energia cinética média de cada grau de liberdade de cada uma das partículas de um sistema em equilíbrio térmico.
Em sistemas constituídos apenas por partículas idênticas essa definição associa-se diretamente à medida da energia cinética média por partícula do sistema em equilíbrio térmico. Esta definição é análoga a afirmar-se que a temperatura mensura a energia cinética média por grau de liberdade de cada partícula do sistema uma vez consideradas todas as partículas de um sistema em equilíbrio térmico em um certo instante. A rigor, a temperatura é definida apenas para sistemas em equilíbrio térmico.
O Sistema Internacional de Unidades estabelece uma escala específica para a temperatura absoluta. Utiliza-se a escala kelvin para a mensura, com o ponto triplo da água a 273,16 K como o ponto fundamental de fixação. Outras escalas forem sendo utilizadas historicamente. A escala de Rankine, que utiliza o grau Fahrenheit como unidade de intervalo, está ainda em uso como parte do sistema de unidades inglesas de engenharia em alguns campos de estudo nos Estados Unidos. A Escala Internacional de Temperaturas de 1990 (ITS-90) fornece meios práticos de se estimar a temperatura termodinâmica com um elevado grau de precisão.
Dentro do formalismo da termodinâmica, que leva em conta apenas grandezas macroscopicamente mensuráveis, a temperatura é, de forma equivalente, definida como a derivada parcial da energia interna {\displaystyle U} em relação à entropia {\displaystyle S} para um sistema em equilíbrio termodinâmico:
{\displaystyle T={\frac {\partial U_{(S,V,N,etc.)}}{\partial S}}}

## Noções gerais
Historicamente, dois conceitos de temperatura foram desenvolvidos: um, macroscópico, fornecido pela termodinâmica, e um, microscópico, fornecido pela física estatística. Segundo a termodinâmica — que se fundamenta no estudo de grandezas necessariamente macroscópicas — a temperatura é um parâmetro físico (uma variável termodinâmica) descritivo de um sistema que, vulgarmente associada às sensações de frio e quente, relaciona-se diretamente à lei zero da termodinâmica e ao conceito de equilíbrio termodinâmico de um sistema ou sistemas. Sua mensurabilidade deriva-se diretamente da mensurabilidade da transferências de energia térmica entre sistemas na forma de calor e da segunda lei da termodinâmica. Entretanto a física estatística provê uma compreensão mais profunda não só do conceito de temperatura mas também das demais grandezas termodinâmicas, a exemplo a pressão, por associá-las diretamente às grandezas fundamentais oriundas da mecânica clássica que são diretamente aplicadas ao estudo de sistema de partículas visto que a física estatística considera explicitamente a matéria como uma coleção de um grande número de partículas. Neste contexto a estatística provê as ferramentas para compreensão microscópica das variáveis termodinâmicas macroscópicas a partir das médias ou valores totais das grandezas mecânicas diretamente associadas a cada partícula microscópica do sistema.
A temperatura não é uma medida de calor, mas a diferença de temperaturas é a responsável pela transferência da energia térmica na forma de calor entre dois ou mais sistemas. Quando dois sistemas estão à mesma temperatura diz-se que estão em equilíbrio térmico e neste caso não há calor. Quando existe uma diferença de temperatura, há calor do sistema em temperatura maior para o sistema em temperatura menor até atingir-se o equilíbrio térmico. Este calor pode dar-se por condução, convecção ou irradiação térmica. As influências precisas da temperatura sobre os sistemas são estudadas pela termodinâmica e esta é uma das principais grandezas intensivas encontradas na área.
A temperatura absoluta é diretamente proporcional à quantidade de energia térmica em um sistema, e assim quanto mais energia térmica há em um dado sistema maior é a sua temperatura. Um aumento na energia térmica acarreta aumento proporcional na temperatura absoluta, e uma diminuição na energia térmica, a exemplo mas não necessariamente por calor, provoca uma diminuição na temperatura do sistema. Em escala microscópica o calor corresponde à direta transmissão da agitação térmica entre átomos e moléculas no sistema. Assim, uma elevação de temperatura de um sistema em função de calor decorre de um aumento das velocidades de agitação térmica dos átomos deste sistema às custas da diminuição da velocidade das partículas do outro sistema mediante transferência direta da energia térmica associada. Pede-se atenção para o fato de que, embora temperaturas maiores representem velocidades maiores para as partículas, dois sistemas distintos à mesma temperatura não têm necessariamente partículas se movendo com as mesmas velocidades. A relação entre energia cinética média e temperatura não é restrita somente a gases ideais, entretanto ressalva dever ser feita para temperaturas extremamente próximas ao zero kelvin, pois uma temperatura de zero kelvin não implica repouso absoluto em função de um fenômeno quântico conhecido por energia de ponto zero.
O movimento das partículas e a energia cinética associados à temperatura não ficam restritos a trajetórias retilíneas ou balísticas e também têm como parcelas o movimento e a energia associados à vibração ou rotação das partículas. Até mesmo os elétrons podem mostrar-se importantes na determinação da temperatura ou no estudo do calor, como ocorre para os metais.
Praticamente todas as propriedades físicas da matéria, a exemplo seu estado físico (sólido, líquido, gasoso, plasma, condensado de Fermi-Dirac ou condensado de Bose-Einstein), a densidade, a solubilidade, a pressão de vapor e a condutibilidade elétrica relacionam-se intrinsecamente com a temperatura. A temperatura tem também papel importante na cinética das reações químicas; as reações bioquímicas que nos mantêm vivos processam-se em uma velocidade ideal quando o corpo humano encontra-se a uma temperatura de 36,7 °C, a exemplo. A temperatura é fator determinante da radiância espectral, a quantidade de radiações emitidas por um corpo negro por unidade de área e tempo, e também determina sua cor, ou seja, a frequência para a qual a radiância espectral é máxima. Uma aplicação direta da radiação de corpo negro é a lâmpada incandescente, em que o filamento de tungstênio é aquecido eletricamente até uma temperatura onde uma quantidade notável de luz visível é emitida.
A temperatura é medida com termômetros que podem ser calibrados em uma grande variedade de escalas de temperatura. Praticamente em todo o mundo com a exceção dos Estados Unidos, Belize, Mianmar e Libéria, usa-se a escala Celsius para os mais variados fins. Entretanto, em se tratando de trabalhos científicos, é obrigatório o uso da escala Kelvin visto que esta é a única que liga-se de forma direta à energia cinética média por partícula do sistema em estudo e às definições estatística e termodinâmica de temperatura, sendo por razões óbvias denominada escala natural ou escala absoluta de temperaturas.

Em um corpo em aquecimento, como este segmento da proteína alfa-hélice, seus átomos vibrarão mais, causando a expansão da substância ou a mudança de fase.

Muitos acham que uma maneira bem imediata de estimar-se a temperatura é através dos nossos sentidos, mas além de imprecisa, já que a sensação térmica varia de pessoa para pessoa, o nosso sentido associado não é um termômetro, não sendo portanto sensível à temperatura, e sim ao calor. O difundido procedimento de olhar se alguém encontra-se com febre tocando-lhe a testa com a mão é fisicamente incorreto.
Embora sejam requeridos equipamentos laboratoriais bem sofisticados para medir-se diretamente o movimento "termal" das partículas, as colisões entre partículas com minúsculos objetos suspensos em um fluido produzem o movimento browniano, fenômeno que pode ser facilmente observado com o auxílio de um microscópio comum e cujo estudo, juntamente com o estudo do comportamento quântico da luz, valeu a Albert Einstein o Prêmio Nobel em 1921. Os movimentos "termais" de átomos são muito rápidos, e seus movimentos somente podem ser vistos diretamente quando a temperatura está próxima do zero absoluto. A exemplo, quando os cientistas do National Institute of Standards and Technology (NIST) atingiram o recorde de temperatura mais baixa já alcançada, de 700 nK ({\displaystyle 1~nK=10^{-9}~K}) por meio de laser para resfriar adiabaticamente átomos de césio, após o desligamento dos lasers, a temperatura foi determinada através da medição direta do movimento dos átomos de césio, que se deslocavam a uma velocidade de apenas {\displaystyle 7~{\frac {mm}{s}}}.
Moléculas bidimensionais como o {\displaystyle O_{2}} ou tridimensionais como o {\displaystyle NH_{3}} têm mais graus de liberdade do que átomos individuais. As moléculas, além do movimento retilíneo, possuem movimentos vibratórios e rotacionais. O aumento da temperatura irá provocar a elevação da energia cinética média e como consequência um deslocamento retilíneo mais veloz. Também causará, por meio da equipartição, o aumento do movimento vibratório e rotacional. Assim sendo, para um gás diatômico, que pode adquirir movimentos vibracionais e rotacionais, será necessária uma quantidade maior de energia para atingir uma certa temperatura. Em outras palavras, um gás diatômico tem uma capacidade calorífica maior do que um gás monoatômico.
O processo de resfriamento envolve remoção de energia de um sistema. Quando não há mais energia a ser retirada, a temperatura do sistema está em zero absoluto, que é o ponto de partida da temperatura termodinâmica, onde, através do ponto de vista da física clássica, toda a energia cinética das partículas cessa e, portanto, as partículas estão imóveis. A visão de partículas completamente imóveis não é considerada a mais satisfatória para atrelar-se ao zero kelvin atualmente já que a mecânica quântica prevê que existe movimento e energia cinética mesmo que a temperatura esteja em zero absoluto. Entretanto, esta energia no zero absoluto, conhecida por energia de ponto zero, não pode ser removida do sistema, de forma que ainda vale a sentença: quando não há mais energia a ser retirada, a temperatura do sistema está em zero absoluto. Por definição, o zero absoluto é precisamente 0 Kelvin (-273,15 °C ou -459,68 °F).

## Detalhes
As aplicações formais da temperatura decorrem de sua definição matemática {\displaystyle T={\frac {\partial U_{(S,V,N)}}{\partial S}}} e são estudadas pela termodinâmica e pela física estatística. Ao contrário de outras variáveis termodinâmicas, como a entropia ou o calor, cujas definições microscópicas são válidas mesmo bem distantes do equilíbrio termodinâmico, a temperatura, sendo uma energia média por partícula, pode ser definida apenas no equilíbrio termodinâmico, ou pelo menos num equilíbrio termodinâmico local.
A temperatura é uma propriedade intensiva, isto é, não depende do tamanho (volume) ou massa do sistema (da escala do sistema). Por outro lado, a massa, volume e a entropia são propriedades extensivas, pois dependem das dimensões do sistema. A exemplo considere dois sistemas exatamente idênticos isolados entre si, ambos com a mesma massa, mesmo volume, mesma pressão, mesma energia interna, mesma entalpia, mesma temperatura, etc. Unindo-se os dois a fim de formar-se um sistema maior, os valores do volume, da massa, da entalpia, da energia interna, e de todas as grandezas ditas extensivas irão ter seus valores duplicados no novo sistema formado. Já ao considerarmos a temperatura, a pressão, e qualquer outra das grandezas intensivas, ter-se-á que seus valores no sistema formado são os mesmos medidos antes nos sistemas individuais, sendo portanto independentes da dimensão do sistema.
No contexto da termodinâmica a cada variável extensiva há uma variável intensiva a ela conjugada. No formalismo em que a energia interna {\displaystyle U}, então expressa em função das grandezas entropia {\displaystyle S}, do volume {\displaystyle V} e da quantidade de matéria {\displaystyle N},  {\displaystyle U=U_{(S,V,N)}}, figura como equação fundamental, o conjugado do volume {\displaystyle V} é (o negativo) da pressão {\displaystyle P}  , o conjugado da quantidade de matéria {\displaystyle N} é o potencial químico {\displaystyle \mu } e o conjugado da entropia {\displaystyle S} é a temperatura {\displaystyle T}.
Uma variável intensiva relaciona-se com a sua extensiva conjugada através de uma equação diferencial. A exemplo, para as grandezas citadas:
{\displaystyle -P={\frac {\partial U_{(S,V,N,etc.)}}{\partial V}}}  ;          {\displaystyle \mu ={\frac {\partial U_{(S,V,N,etc.)}}{\partial N}}}  ;         {\displaystyle T={\frac {\partial U_{(S,V,N,etc.)}}{\partial S}}}
Decorre que as grandezas entropia {\displaystyle S} e temperatura {\displaystyle T} encontram-se intimamente relacionadas.

## Aplicações científicas

Um mapa múndi mostrando a média mensal da temperatura do ar na superfície.

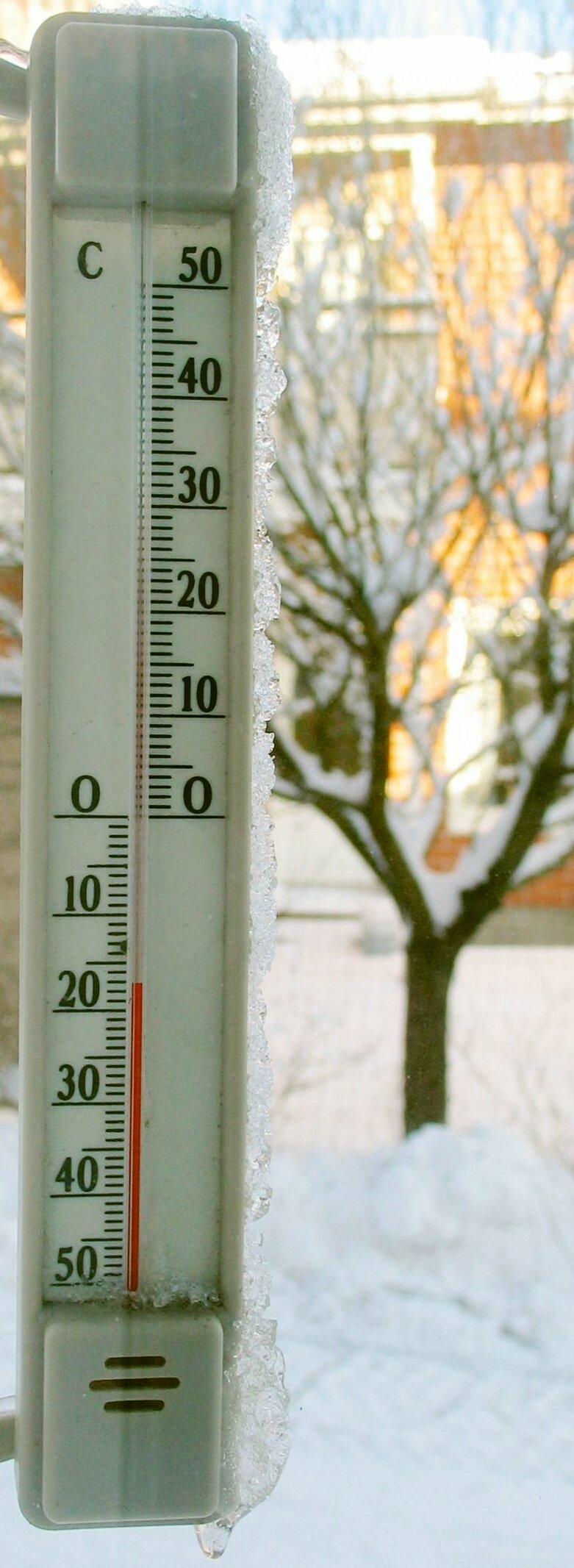
A água congela a 0°C (à pressão atmosférica ao nível do mar). O gelo nesta foto está a uma temperatura de -17°C.

A termodinâmica e em consequência as grandezas a ela diretamente associadas desempenham no contexto científico um papel certamente o mais relevante visto que, ao contrário de outras teorias, que encontram aplicações bem relevantes apenas em certas áreas e enfoques de estudo, as leis da termodinâmica são leis universais e são obedecidas por todos os sistemas naturais, quer o enfoque de estudo esteja no campo específico desta área ou não. Neste contexto a temperatura reflete a veracidade de tal afirmação e tem papel o mais importante em quase todos os campos da ciência, incluindo física, geologia, química, ciências atmosféricas e biologia. Não há como se imaginar a biologia ou a química desvinculadas do conceito de temperatura, tão pouco a física ou qualquer outra área que tenha por foco o estudo de sistemas (naturais). Praticamente todas as propriedades físicas dos materiais, incluindo-se os estados físicos da matéria (sólido, líquido, gasoso e plasma), a densidade, a solubilidade, a pressão de vapor e condutividade elétrica, dependem explicitamente da temperatura.
A temperatura também tem um papel importante na determinação das velocidades e afeta o equilíbrio das reações químicas. Esta é uma entre as razões do corpo humano ter vários mecanismos de manutenção da temperatura corporal em 36,7 °C; temperaturas ligeiramente mais altas podem causar reações prejudiciais com sérias consequências, ou mesmo reduzir a velocidade das reações mediante a desnaturação de suas enzimas (catalisadores), a exemplo. Temperaturas mais baixas reduzem as velocidades das reações a patamares muitas vezes mortais. A temperatura também controla a distribuição em frequência e a intensidade da radiação térmica emitida pela superfície de um corpo negro. Uma aplicação deste efeito é a lâmpada incandescente, na qual um filamento de tungstênio é aquecido eletricamente para uma temperatura na qual quantidades significativas de luz visível são emitidas, além de determinar a sua cor.
A maior temperatura já obtida artificialmente foi de 4 trilhões de graus Celsius, por meio de um acelerador de partículas, quando cientistas do Laboratório Nacional de Brookhaven obtiveram em 15 de fevereiro de 2010, esta temperatura recorde por alguns milésimos de segundos. Essa temperatura é suficiente para desintegrar a matéria, podendo "derreter" prótons e nêutrons A menor temperatura obtida foi de 700 nK (1 nK = 10−9 K) pelos cientistas do National Institute of Standards and Technology (NIST), por meio de laser para resfriar adiabaticamente átomos de césio.

## Metrologia
A medição da temperatura usando os modernos termômetros científicos e escalas de temperatura tem suas origens no século XVIII, quando Gabriel Fahrenheit adaptou um termômetro de mercúrio a uma escala de temperatura desenvolvida pelo dinamarquês Ole Rømer. A escala Fahrenheit é ainda usada em alguns países, incluindo os Estados Unidos, para propósitos não-científicos.

### Medições

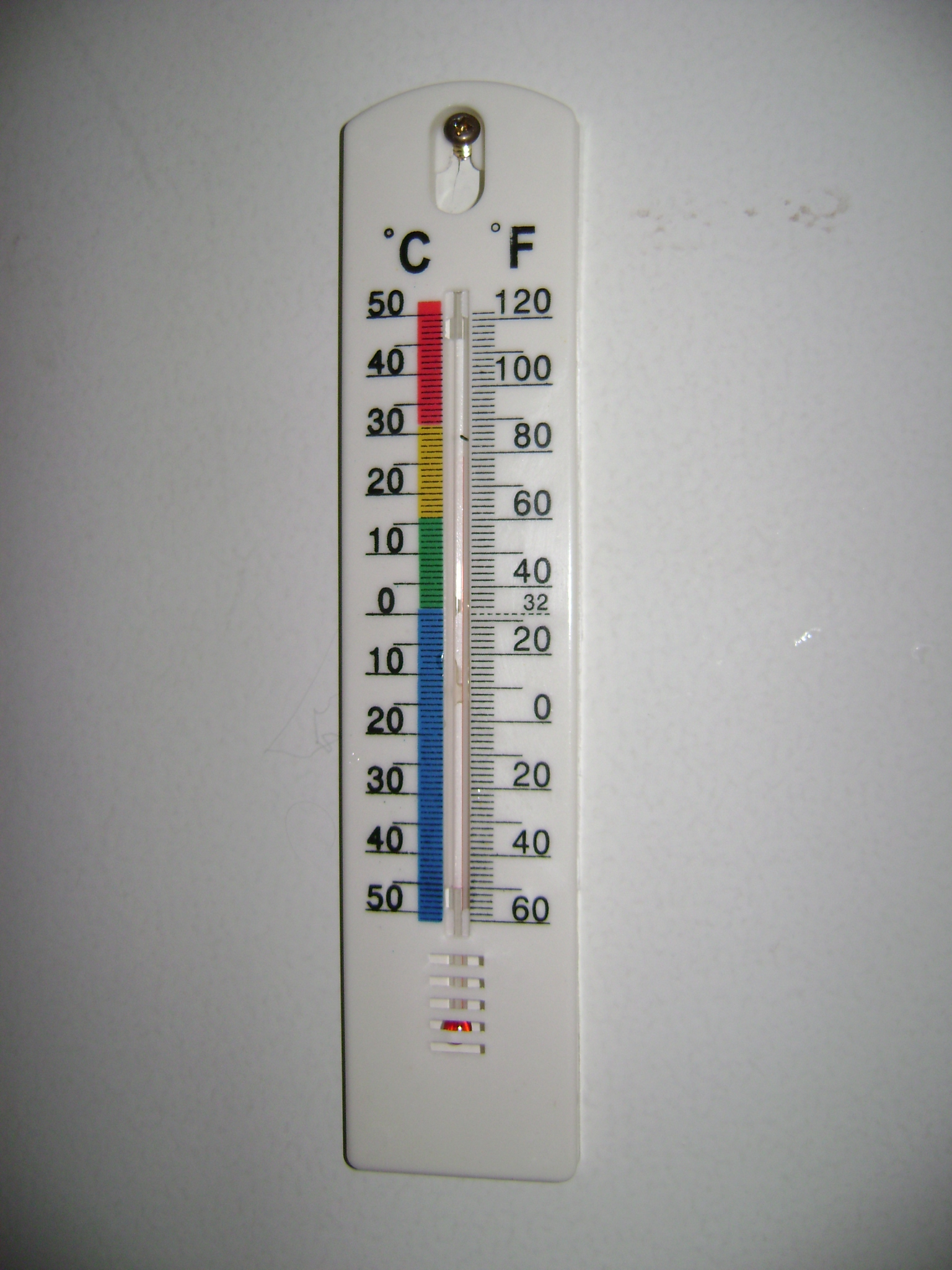
Um termômetro para medir a temperatura ambiente

Muitos métodos foram desenvolvidos para medir temperaturas, tanto direta quanto indiretamente. A maior parte dos termômetros utiliza o equilíbrio térmico entre o termômetro e o meio no qual se encontra. Um dos dispositivos mais utilizados para medir a temperatura é o termômetro de vidro, que utiliza a dilatação de variados líquidos para se medir a temperatura; consiste em um tubo de vidro contendo mercúrio ou outro líquido. A subida da temperatura provoca a expansão do líquido, e a temperatura pode ser determinada medindo o volume do líquido. Tais termômetros normalmente são calibrados, e assim podem mostrar a temperatura simplesmente observando o nível do líquido no termômetro.
Existe ainda uma variedade de outros tipos de termômetros, como os termômetros de gás, que utiliza a expansão de um gás qualquer conforme o aumento da temperatura, termômetros termorresistores, que se beneficiam da alteração da resistência elétrica conforme a temperatura, termistores, que utilizam materiais semicondutores que possuem propriedades de mudanças positivas ou negativas da resistência elétrica conforme a temperatura, e o pirômetro, que mede temperaturas acima de 600 °C com base na quantidade de radiação térmica emitida e na análise dos comprimentos de onda predominantes.

### Unidades
A unidade básica de temperatura (símbolo: {\displaystyle T}) no Sistema Internacional de Unidades ({\displaystyle SI}) é o kelvin ({\displaystyle K}). Tanto o kelvin quanto o grau Celsius (°C) são definidos, por meio de um acordo internacional, por dois pontos: o zero absoluto e o ponto triplo da água (considerando a proporção de isótopos encontrada nas águas oceânicas - padrão de Viena). O zero absoluto é definido precisamente como 0 K e -273,15 °C. O zero absoluto é definido como a temperatura na qual toda a energia cinética das partículas cessa, ou seja, quando as partículas se tornam imóveis. A noção de partículas imóveis apenas faz sentido dentro da física clássica e a média das energias cinética das partículas não se aplica como definição para as temperaturas muito próximas ao zero absoluto, devendo neste caso uma parcela ser subtraída desta energia para obter-se a correta definição de temperatura, a saber a parcela correspondente à energia cinética do estado fundamental das partículas. Assim, mesmo sob a temperatura de zero absoluto, as partículas não ficam totalmente imóveis; ao contrário, os átomos e moléculas estão no estado fundamental e retém movimentos quânticos. No zero absoluto, a matéria não contém energia térmica.
Além disso, o ponto triplo da água é precisamente definido como 273,16 K e 0,01 °C. Esta definição fixa a unidade da escala kelvin como uma parte em 273,16 partes da diferença entre as temperaturas do zero absoluto e do ponto triplo da água, estabelece que uma variação de temperatura  {\displaystyle \Delta T_{(K)}=1K} mensurada na escala Kelvin encontra-se igualmente representada pela variação de {\displaystyle \Delta T_{(^{\circ }C)}=1^{\circ }C} na escala célsius, ou seja, {\displaystyle |\Delta T_{(K)}|=|\Delta T_{(^{\circ }C)}|},  e estabelece que o valor da temperatura na escala kelvin seja o valor da temperatura na escala Celsius somado a 273,15:
{\displaystyle \mathrm {T_{K}=[1{\frac {K}{^{\circ }C}}]T_{(^{\circ }C)}+273,15K} }
No campo da física de plasma, devido às altas temperaturas encontradas e devido à natureza eletromagnética do fenômeno envolvido, a temperatura é normalmente expressa em elétron-volt (eV) ou quilo-elétron-volt (keV), onde {\displaystyle 1~eV=11,605~K}. No estudo da matéria QCD, onde teoricamente a matéria estaria tão densa e quente que quarks e glúons estariam livres, a temperatura estaria na ordem de centenas de mega-elétron-volts, equivalente a {\displaystyle 10^{12}~K}.
Para as aplicações cotidianas, normalmente usa-se a escala Celsius, no qual 0 °C é o ponto de fusão da água e 100 °C é o seu ponto de ebulição, sob a pressão atmosférica ao nível do mar.
Nos Estados Unidos, Belize, Mianmar e Libéria, a escala Fahrenheit ainda é bastante usada. A escala Fahrenheit é baseada na temperatura da mistura de gelo, água e cloreto de amônio, que automaticamente se estabiliza em 0 °F (-17,8 °C), e na temperatura do corpo humano, na qual Fahrenheit definiu como 96 °F. Mais tarde, percebeu-se que o ponto de ebulição da água era de aproximadamente 180 °F a mais do que o ponto de fusão. A partir de então, a escala foi corrigida para que a diferença de temperatura entre os pontos de ebulição e fusão da água ficasse exatamente em 180 °F. A fórmula de conversão da escala Fahrenheit para a escala Celsius e vice-versa é:
{\displaystyle T_{(\circ C)}={\frac {5^{\circ }C}{9^{\circ }F}}\left({T_{(F)}-32^{\circ }F}\right)}
{\displaystyle T_{(F)}={\frac {9^{\circ }F}{5^{\circ }C}}{T_{(C)}+32^{\circ }F}}.

### Conversão de escalas de temperaturas
Abaixo, algumas fórmulas de conversão das diferentes escalas de temperatura utilizadas:
|                      | Kelvin (K)                                                              | Grau Celsius (°C)                                           | Grau Fahrenheit (°F)                                                   | Grau Rankine (°Ra)                                               | Grau Réaumur (°Ré)                                         | Grau Rømer (°Rø)                                                    | Grau Newton (°N)                                            | Grau Delisle (°D)                                        |
| -------------------- | ----------------------------------------------------------------------- | ----------------------------------------------------------- | ---------------------------------------------------------------------- | ---------------------------------------------------------------- | ---------------------------------------------------------- | ------------------------------------------------------------------- | ----------------------------------------------------------- | -------------------------------------------------------- |
| Kelvin (K)           | {\displaystyle K=K}                                                     | {\displaystyle K=C+273,15}                                  | {\displaystyle K=(F+459,67)} {\displaystyle \textstyle {\frac {5}{9}}} | {\displaystyle K=Ra}{\displaystyle \textstyle {\frac {5}{9}}}    | K = Ré {\displaystyle \textstyle {\frac {5}{4}}} + 273,15  | K = (Rø - 7,5){\displaystyle \textstyle {\frac {40}{21}}} + 273,15  | K = N {\displaystyle \textstyle {\frac {100}{33}}} + 273,15 | K = 373,15 - D {\displaystyle \textstyle {\frac {2}{3}}} |
| Grau Celsius (°C)    | {\displaystyle C=K-273,15}                                              | {\displaystyle C=C}                                         | C = (F - 32) {\displaystyle \textstyle {\frac {5}{9}}}                 | C = (Ra - 491,67) {\displaystyle \textstyle {\frac {5}{9}}}      | C = Ré {\displaystyle \textstyle {\frac {5}{4}}}           | C = (Rø - 7,5) {\displaystyle \textstyle {\frac {40}{21}}}          | C = N {\displaystyle \textstyle {\frac {100}{33}}}          | C = 100 - D{\displaystyle \textstyle {\frac {2}{3}}}     |
| Grau Fahrenheit (°F) | {\displaystyle F=K} {\displaystyle \textstyle {\frac {9}{5}}} - 459,67  | F = C {\displaystyle \textstyle {\frac {9}{5}}} + 32        | {\displaystyle F=F}                                                    | {\displaystyle F=Ra-459,67}                                      | F = Ré {\displaystyle \textstyle {\frac {9}{4}}} + 32      | F = (Rø - 7,5) {\displaystyle \textstyle {\frac {24}{7}}} + 32      | F = N {\displaystyle \textstyle {\frac {60}{11}}} + 32      | F = 121 - D {\displaystyle \textstyle {\frac {6}{5}}}    |
| Grau Rankine (°Ra)   | {\displaystyle Ra=K} {\displaystyle \textstyle {\frac {9}{5}}}          | Ra = (C + 273,15) {\displaystyle \textstyle {\frac {9}{5}}} | {\displaystyle Ra=F+459,67}                                            | {\displaystyle Ra=Ra}                                            | Ra = Ré {\displaystyle \textstyle {\frac {9}{4}}} + 491,67 | Ra = (Rø - 7,5) {\displaystyle \textstyle {\frac {24}{7}}} + 491,67 | Ra = N {\displaystyle \textstyle {\frac {60}{11}}} + 491,67 | Ra = 171,67 - D{\displaystyle \textstyle {\frac {5}{6}}} |
| Grau Réaumur (°Ré)   | {\displaystyle Re=(K-273,15)} {\displaystyle \textstyle {\frac {4}{5}}} | Ré = C {\displaystyle \textstyle {\frac {4}{5}}}            | Ré = (F - 32) {\displaystyle \textstyle {\frac {4}{9}}}                | Ré = (Ra - 491,67) {\displaystyle \textstyle {\frac {4}{9}}}     | {\displaystyle Re=Re}                                      | Ré = (Rø - 7,5) {\displaystyle \textstyle {\frac {32}{21}}}         | Ré = N {\displaystyle \textstyle {\frac {80}{33}}}          | Ré = 80 - D{\displaystyle \textstyle {\frac {8}{15}}}    |
| Grau Rømer (°Rø)     | Rø =(K - 273,15) {\displaystyle \textstyle {\frac {21}{40}}} +7,5       | Rø = C {\displaystyle \textstyle {\frac {21}{40}}} +7,5     | Rø = (F - 32) {\displaystyle \textstyle {\frac {7}{24}}} +7,5          | Rø = Ra - 491,67 {\displaystyle \textstyle {\frac {7}{24}}} +7,5 | Rø = Ré {\displaystyle \textstyle {\frac {21}{32}}} +7,5   | {\displaystyle Ro=Ro}                                               | Rø = N {\displaystyle \textstyle {\frac {35}{22}}} +7,5     | Rø = 60 - D{\displaystyle \textstyle {\frac {7}{20}}}    |
| Grau Newton (°N)     | N = (K - 273,15) {\displaystyle \textstyle {\frac {33}{100}}}           | N = C {\displaystyle \textstyle {\frac {33}{100}}}          | N = (F - 32) {\displaystyle \textstyle {\frac {11}{60}}}               | N = (Ra - 491,67) {\displaystyle \textstyle {\frac {11}{60}}}    | N = Ré {\displaystyle \textstyle {\frac {33}{80}}}         | N = (Rø - 7,5) {\displaystyle \textstyle {\frac {22}{35}}}          | {\displaystyle N=N}                                         | N = 33 - D {\displaystyle \textstyle {\frac {11}{50}}}   |
| Grau Delisle (°D)    | D = (373,15 - K) {\displaystyle \textstyle {\frac {3}{2}}}              | D = (100 - C) {\displaystyle \textstyle {\frac {5}{6}}}     | D = (121 - F) {\displaystyle \textstyle {\frac {3}{2}}}                | D = (671,67 - Ra) {\displaystyle \textstyle {\frac {6}{5}}}      | D = (80 - Ré) {\displaystyle \textstyle {\frac {8}{15}}}   | D = (60 - Rø) {\displaystyle \textstyle {\frac {20}{7}}}            | D = (33 - N) {\displaystyle \textstyle {\frac {50}{11}}}    | {\displaystyle D=D}                                      |

### Temperatura negativa
Em termos macroscópicos, relevante para a maior parte das pessoas, a temperatura negativa ocorre quando a temperatura é menor do que zero na escala em consideração. Por exemplo, a temperatura de 100 Kelvin é equivalente a -173,15 °C, uma temperatura negativa na escala Celsius. A temperatura de sistemas macroscópicos pode ter valores negativos nas escalas onde o zero da escala em uso corresponda a uma temperatura superior ao zero Kelvin. Em princípio, temperaturas negativas são impossíveis quando considerada a escala Kelvin.
Há, entretanto, para alguns sistemas específicos e dentro de certas condições que em geral implicam que o sistema não esteja em seu equilíbrio termodinâmico, a possibilidade de expressar-se uma configuração do sistema mediante uma temperatura absoluta numericamente menor do que o zero absoluto. No entanto, em tal situação, um sistema com temperatura negativa não é "mais frio" do que o zero absoluto; ao contrário, é "mais quente" do que qualquer outro sistema com temperatura absoluta positiva envolvido no problema.

## Fundamentos teóricos da temperatura

### Temperatura em gases
Para um gás ideal, a teoria cinética dos gases usa a física estatística para relacionar a temperatura com a energia cinética média dos átomos no sistema. Esta energia média é independente da natureza do gás (da natureza de suas partículas), o que não parece intuitivo visto que a energia cinética e o momento de inércia dependem explicitamente da massa de cada partícula ({\displaystyle E_{c}={\frac {1}{2}}mv^{2}} ; {\displaystyle E_{c}={\frac {1}{2}}I\omega ^{2}} , etc.). Entretanto, em qualquer situação a temperatura, segundo a física estatística, é em essência a medida direta da energia cinética média de qualquer uma das partículas em um gás ideal, e se dois gases distintos estão à mesma temperatura, suas partículas possuem necessariamente a mesma energia cinética média, mesmo que estas partículas sejam diferentes entre si para os gases em questão; cada partícula em um gás tem a sua própria energia que pode ou não, em um dado instante, corresponder à média, e esta varia ao longo do tempo. Feita a média ao longo do tempo verifica-se, entretanto, que qualquer que seja a partícula estas têm a mesma energia média, o que equivale dizer que em um dado instante de tempo verifica-se que a média das energias cinéticas de todas as partículas resulta sempre igual valor. A distribuição da energia térmica entre as partículas do gás em um dado instante e portanto a distribuição de velocidades das partículas no mesmo instante é dada pela distribuição de Maxwell-Boltzmann. Para um gás ideal clássico a sua energia interna é igual à sua energia térmica visto que não há interação, e portanto não há energia potencial, entre as partículas do sistema, e em consequência a energia interna deste gás é função apenas da temperatura {\displaystyle T}, sendo dada por:
{\displaystyle U={\frac {L}{2}}nRT} onde {\displaystyle L} representa o número de graus de liberdade para cada partícula do gás (monoatômico: {\displaystyle L=3}; diatômico (rígido): {\displaystyle L=5}; etc.) e {\displaystyle n} representa a quantidade de matéria, em mol, para o gás.
Portanto, mediante determinação da média por partícula, a energia cinética média por partícula de um gás ideal relaciona-se com a sua temperatura por meio da equação:
{\displaystyle {\overline {U}}={\begin{matrix}{\frac {L}{2}}\end{matrix}}k_{B}T} onde {\displaystyle k_{B}={\frac {R}{N}}} ({\displaystyle N} é o número de Avogrado, {\displaystyle R} é a constante universal dos gases perfeitos).
o que, em acordo com o teorema da equipartição da energia, associa corretamente uma energia média com valor {\displaystyle {\frac {k_{B}T}{2}}} para cada grau de liberdade da partícula em questão.
O cálculo da energia cinética de um sistema com partículas não pontuais é ligeiramente mais complexo por envolver também as energias cinéticas de rotação e vibração, e não apenas a de translação. Os graus de liberdade associados aos movimentos vibratórios e rotacionais devem ser incluídos.
As considerações anteriores são válidas para gases reais apenas quando estes encontram-se no limite de comportamento de um gás ideal, ou seja, quando a densidade das partículas é muito menor do que {\displaystyle 1/\lambda ^{3}}, onde {\displaystyle \lambda } é o comprimento de onda térmico de de Broglie.
A lei zero da termodinâmica diz que dois sistemas dados quaisquer, quando permitida a interação térmica entre eles, sempre irão ter, ao final de certo tempo, a mesma energia média por partícula e, portanto, a mesma temperatura. Em uma mistura de partículas de várias massas, as partículas mais pesadas irão se mover mais lentamente do que as partículas mais leves, mas sempre terão a mesma energia média. Um átomo de neônio move-se mais lentamente em relação a um átomo de hélio, mas ambos terão a mesma energia cinética média caso os gases estejam à mesma temperatura; uma partícula de pólen irá executar o movimento browniano mais lentamente do que uma molécula de água. Partículas com diferentes massas têm diferentes velocidades de distribuição, mas a energia cinética média é sempre a mesma devido à lei dos gases ideais.

### Radiação cósmica de fundo e temperatura do vácuo
É possível usar a definição de igualdade de temperaturas fornecida pela lei zero da termodinâmica para determinar a temperatura de sistemas aos quais, a rigor, o conceito de temperatura não se aplicaria: a exemplo, para o vácuo perfeito, onde não há partículas, ou para sistemas compostos por "partículas" que não possuam massa de repouso, como os sistemas compostos apenas por fótons, partículas diretamente associadas às ondas eletromagnéticas. Como todos os objetos emitem radiação de corpo negro, um termômetro posto no vácuo em um local hipotético onde não haja ondas eletromagnéticas iria irradiar a sua própria energia térmica, o que levaria a um decréscimo gradual em sua temperatura até que esta alcance o limite da energia de ponto zero. Neste momento poder-se-ia dizer que o termômetro entrou em equilíbrio com o vácuo, e por definição, estão portanto à mesma temperatura: a temperatura de vácuo perfeito (onde não há, inclusive, ondas eletromagnéticas) é portanto zero Kelvin.
Mais realisticamente, não há vácuo com estas características. A exemplo, um termômetro em uma câmara de vácuo mantida a uma certa temperatura (a câmara de vácuo está normalmente em um laboratório à temperatura ambiente) irá entrar em equilíbrio com a radiação térmica oriunda das paredes da câmara, e com o tempo, o termômetro alcançará a temperatura da própria câmara. Se um termômetro que orbita a Terra for exposto à luz solar, então tal termômetro entrará em equilíbrio em uma temperatura para a qual a energia total recebida do Sol é exatamente igual à energia irradiada pelo termômetro em virtude da irradiação térmica, sendo esta última muito dependente da temperatura do termômetro. Para um corpo negro sob radiação idêntica à que a Terra recebe do Sol, esta temperatura de equilíbrio seria de cerca de 281 K (8 °C). Esta análise, quando aplicada à Terra, é em verdade um pouco mais complicada visto que a terra apresenta um albedo diferente de 0, isto é, tem um nível de refletividade de cerca de 30 %, e há também o efeito estufa, o que implica uma temperatura média global junto à superfície do planeta um pouco maior do que a citada, cerca de 15 °C. Entretanto sempre verifica-se que a energia recebida iguala-se à irradiada para a temperatura de equilíbrio nestas condições. Mesmo para um termômetro bem distante do de qualquer fonte de radiação térmica, ou seja, bem distante do Sistema Solar e de qualquer outra estrela ou corpo material, ainda obter-se-ia uma temperatura de equilíbrio diferente de zero kelvin em virtude da radiação cósmica de fundo em micro-ondas. A temperatura de equilíbrio para tal termômetro nestas condições é, na atual situação de expansão do universo, de 2,725 K, sendo esta a temperatura do gás de fótons que, análogo ao que seria produzido por um corpo negro à citada temperatura, constitui a radiação cósmica de fundo. Esta temperatura, {\displaystyle \left(2,72548\pm 0,00057\right)~K}, é referida como a temperatura de vácuo.
A radiação cósmica de fundo apresenta uma radiância espectral com a frequência de maior densidade de energia situada na faixa de micro-ondas, isto no presente estágio da expansão do Universo. O estudo da radiação cósmica de fundo foi e é de grande interesse para os cientistas pois suas origens remontam diretamente às origens do universo. Os resultados experimentais obtidos no estudo da mesma são compatíveis com os previstos pelo modelo do big bang, o que inclui a atual temperatura, 2,725 K, e a radiação de corpo negro é um dos pilares experimentais sobre os quais se assenta tal modelo.

### Definições

#### Com base na lei zero da termodinâmica
Uma definição primária de temperatura pode ser obtida a partir da lei zero da termodinâmica e do conceito de equilíbrio termodinâmico, que diz que, se dois sistemas, {\displaystyle A~e~B}, separados por fronteira comum diatérmica, estão em equilíbrio térmico, e um terceiro sistema {\displaystyle C} está em equilíbrio térmico com o sistema {\displaystyle A}, então os sistemas {\displaystyle B~e~C} estão também necessariamente em equilíbrio, sendo o equilíbrio térmico portanto uma relação transitiva, ou seja, uma relação de equivalência. Como {\displaystyle A,~B~e~C} estão todos em equilíbrio térmico, é razoável dizer que os sistemas compartilham um valor comum de alguma propriedade. Esta propriedade é chamada de temperatura. Termômetros e escalas de temperatura podem facilmente ser construídos em virtude do exposto. Deste raciocínio surgem as escalas ordinárias de temperatura.
Ao elaborar-se um termômetro e uma escala de temperatura é muito útil estabelecer-se uma correlação entre os valores de uma propriedade física sensivelmente dependente da temperatura e facilmente mensurável em um sistema de referência adequadamente escolhido e os valores de temperatura deste sistema. Uma vez estabelecido o sistema de referência, qualquer outro dispositivo de medição pode, mediante a lei zero, ser calibrado com base na propriedade escolhida do sistema de referência e utilizado, depois, para medir a temperatura de qualquer outro sistema. O mais famoso de tais sistemas de referência e que acaba por levar ao conceito de zero absoluto (0 kelvin) é o formado por uma certa amostra de gás ideal confinada em um recipiente que permita a variação e controle tanto da pressão como do volume do gás em questão. Encontra suporte na lei dos gases ideais que afirma ser o produto da pressão pelo volume ({\displaystyle P\cdot V}) de um gás ideal diretamente proporcional à temperatura deste gás:
{\displaystyle P\cdot V=n\cdot R\cdot T} (1)
onde {\displaystyle T} é a temperatura, {\displaystyle n} é o número de mols de um gás qualquer, e {\displaystyle R} é a constante universal dos gases perfeitos. O procedimento consiste em colocar-se a amostra de gás em equilíbrio térmico com o sistema no qual quer-se determinar a temperatura, ajustar o volume do gás a um valor preestabelecido, e então ler-se a pressão do gás mediante um manômetro acoplado ao recipiente do mesmo, sendo então a leitura da pressão do gás diretamente associada a uma dada temperatura mediante uma escala gravada no próprio manômetro. Assim, pode-se definir uma escala de temperatura baseada na pressão de um gás ideal mantido a volume constante. Há ainda a opção de fixar-se uma pressão e não uma temperatura padrão, e então associar-se um valor de temperatura ao respectivo volume ocupado pelo gás em tais condições, grandeza última também facilmente mensurável. No primeiro caso temos um termômetro de gás a volume constante, no segundo um termômetro de gás à pressão constante. Na prática, tais termômetro a gás não são de uso muito prático, porém fornecem uma excelente e acurada referência para calibrar-se outros instrumentos de uso mais prático, a exemplo os termômetros de mercúrio ou álcool.
Visto que a pressão, o volume e a quantidade de matéria (número de mols) de uma amostra de gás ideal são maiores ou no limite iguais a zero, vê-se facilmente que a medida de temperatura dele derivada deve ser sempre igual ou maior do que zero: os conceitos de zero absoluto e de uma escala absoluta com valores sempre positivos para esta grandeza (a escala Kelvin) decorrem diretamente dos estudos associados aos termômetros de gases ideais. Na prática não é possível construir-se um termômetro de gás que permita a medida direta do zero absoluto visto que os gases tendem a se condensar e a se solidificar antes de alcançarem o zero absoluto. Uma extrapolação dos resultados obtidos a partir do comportamento deste gás para regiões onde este ainda porta-se como um gás ideal leva direto ao conceito de zero absoluto, entretanto. Abaixo vê-se a dependência de algumas propriedades físicas que, assim como o volume e a pressão, são dependentes dos valores de temperatura dos respectivos sistemas.
| Efeitos da temperatura           | Efeitos da temperatura | Efeitos da temperatura | Efeitos da temperatura |
| Temperatura                      | Velocidade do som      | Densidade do ar        | Impedância acústica    |
| {\displaystyle \vartheta } em °C | c em m·s−1             | ρ em kg·m−3            | Z em N·s·m−3           |
| -------------------------------- | ---------------------- | ---------------------- | ---------------------- |
| +35                              | 351,96                 | 1,1455                 | 403,2                  |
| +30                              | 349,08                 | 1,1644                 | 406,5                  |
| +25                              | 346,18                 | 1,1839                 | 409,4                  |
| +20                              | 343,26                 | 1,2041                 | 413,3                  |
| +15                              | 340,31                 | 1,2250                 | 416.9                  |
| +10                              | 337,33                 | 1,2466                 | 420,5                  |
| +5                               | 334,33                 | 1,2690                 | 424,3                  |
| ±0                               | 331,30                 | 1,2920                 | 428,0                  |
| -5                               | 328,24                 | 1,3163                 | 432,1                  |
| -10                              | 325,16                 | 1,3413                 | 436,1                  |
| -15                              | 322,04                 | 1,3673                 | 440,3                  |
| -20                              | 318,89                 | 1,3943                 | 444,6                  |
| -25                              | 315,72                 | 1,4224                 | 449,1                  |

#### Com base na segunda lei da termodinâmica
É também possível definir a temperatura a partir do segunda lei da termodinâmica, que trata da entropia, sendo diretamente aplicada na determinação do rendimento de máquinas térmicas, na definição de processos reversíveis e irreversíveis, no estudo da máquina de Carnot, entre outros, e o autor é remetido aos artigos específicos a fim de adquirir compreensão sobre a citada grandeza e lei caso estas não sejam de seu domínio.
Conforme estabelecido pela termodinâmica, a diferença de temperaturas é responsável pelo calor entre dois sistemas. Também tem-se que, satisfeitas as condições restritivas em um sistema, como o valor de sua energia interna, o volume disponível, e outras, o estado de equilíbrio deste sistema corresponde ao estado para o qual a sua entropia é a máxima possível. Há certamente uma relação entre temperatura e entropia, e para encontrar-se esta relação, considera-se primeiramente a relação entre calor e trabalho em uma máquina térmica com máximo rendimento (processo reversível). A máquina térmica é um dispositivo para converter calor em trabalho mecânico e uma análise da máquina térmica de Carnot fornece as relações necessárias. O trabalho de uma máquina térmica corresponde a uma diferença entre o calor introduzido no sistema de maior temperatura, {\displaystyle Q_{H}}, e o calor ejetado no sistema de menor temperatura, {\displaystyle Q_{C}}. O rendimento {\displaystyle r} é o trabalho executado dividido pelo calor introduzido no sistema ou:
{\displaystyle r={\frac {w_{cy}}{Q_{H}}}={\frac {Q_{H}-Q_{C}}{Q_{H}}}=1-{\frac {Q_{C}}{Q_{H}}}} (2)
onde {\displaystyle w_{cy}} é o trabalho fornecido por ciclo. O rendimento depende apenas de {\displaystyle {\frac {Q_{C}}{Q_{H}}}}. Como {\displaystyle Q_{C}~eQ_{H}} correspondem à transferência de calor nas temperaturas {\displaystyle T_{C}~e~T_{H},~{\frac {Q_{C}}{Q_{H}}}} deve ser uma função destas temperaturas:
{\displaystyle {\frac {Q_{C}}{Q_{H}}}=f(T_{H},T_{C})}
O teorema de Carnot estabelece que qualquer máquina reversível que trabalha entre os mesmos reservatórios de calor tem o mesmo rendimento. Assim, uma máquina operando entre {\displaystyle T_{H}~e~T_{C}} deve ter o mesmo rendimento que uma constituída de dois ciclos, um trabalhando entre {\displaystyle T_{H}~e~T_{M}} e o segundo operando entre {\displaystyle T_{M}~e~T_{C}}, com  {\displaystyle T_{H}>T_{M}>T_{C}}. Neste caso o trabalho total {\displaystyle W=Q_{1}~r} é a soma do trabalho {\displaystyle W_{1}=Q_{H}~r_{1}} com o trabalho {\displaystyle W_{2}=[Q_{1}(1-r_{1})]r_{2}}, onde o fator {\displaystyle [Q_{1}(1-r_{1})]} corresponde ao calor rejeitado no primeiro ciclo e que alimenta o segundo ciclo.
{\displaystyle W=W_{1}+W_{2}=Q_{H}r_{1}+[Q_{H}(1-r_{1})]r_{2}}
Isto implica:
{\displaystyle r=r_{1}+r_{2}-r_{1}r_{2}}
Substituindo a expressão para o rendimento total e de cada etapa em função dos calores associados {\displaystyle Q_{H},~Q_{M}~e~Q_{C}} tem-se, após alguns cálculos, que:
{\displaystyle r=1-{\frac {Q_{H}Q_{M}}{Q_{M}Q_{C}}}}
o que implica:
{\displaystyle {\frac {Q_{H}Q_{M}}{Q_{M}Q_{C}}}\;=\;f(T_{H},T_{C})\;=\;f(T_{H},T_{M})f(T_{M},T_{C}),}
Como a primeira função é independente de {\displaystyle T_{2}}, esta temperatura deve ser cancelada do lado direito, significando que {\displaystyle f(T_{H},T_{C})} é da forma {\displaystyle {\frac {g(T_{H})}{g(T_{C})}}} (isto é, {\displaystyle f(T_{H},T_{C})=f(T_{H},T_{M})\cdot f(T_{M},T_{C})={\frac {g(T_{H})}{g(T_{M})}}\cdot {\frac {g(T_{M})}{g(T_{C})}}={\frac {g(T_{H})}{g(T_{C})}}} ), onde {\displaystyle g}  é uma função de uma única temperatura.  A escala de temperatura pode ser escolhida agora por meio da propriedade:
{\displaystyle {\frac {Q_{C}}{Q_{H}}}={\frac {T_{C}}{T_{H}}}} (4)
Esta expressão estabelece que a razão de temperaturas entre dois corpos pode ser praticamente determinada através da medida dos calores {\displaystyle Q_{H}~e~Q_{C}} envolvidos quando uma máquina com o máximo rendimento possível opera tendo os mesmos por fonte quente e fonte fria. Estabelecendo-se por fim uma temperatura de referência, a exemplo a temperatura do ponto triplo da água como 273,16 K, determina-se uma escala completa de temperaturas e um mecanismo para a medida da mesma de validade geral: tal escala conforme definida, é justamente a escala kelvin de temperaturas.
Substituindo-se a equação 4 na equação 2, obtém-se a relação do rendimento em termos de temperatura:
{\displaystyle r=1-{\frac {Q_{C}}{Q_{H}}}=1-{\frac {T_{C}}{T_{H}}}} (5)
Observa-se que para {\displaystyle T_{C}=0~K}, o rendimento é 100% e que o rendimento fica maior que 100% abaixo de 0 K. Como uma eficiência maior que 100% é contrária à primeira lei da termodinâmica, 0 K é então a menor temperatura possível, ou o zero absoluto. De fato, a menor temperatura já alcançada é de {\displaystyle 20~n,K} como relatado em 1985 pelo National Institute of Standards and Technology (NIST). Subtraindo o lado direito da equação 5 da parte média e reorganizando, obtém-se:
{\displaystyle {\frac {Q_{H}}{T_{H}}}-{\frac {Q_{C}}{T_{C}}}=0}
onde o sinal negativo indica o calor retirado do sistema. Esta relação sugere a existência de uma função de estado, {\displaystyle S}, definida como :
{\displaystyle dS={\frac {dQ_{\mathrm {rev} }}{T}}} (6)
onde o índice indica um processo reversível. A variação da função num ciclo qualquer é zero, como é necessário para qualquer função de estado. Esta função é a entropia do sistema como descrito acima. Podemos reordenar a equação 6 para obter a definição da temperatura em termos de entropia e de calor:
{\displaystyle T={\frac {dQ_{\mathrm {rev} }}{dS}}} (7)
Para um sistema onde a entropia pode ser formulada como uma função {\displaystyle S(U,V,N,etc)} da energia interna {\displaystyle U} a temperatura é dada por:
{\displaystyle T={\frac {\partial U_{(S,V,N,etc.)}}{\partial S}}} (8)
A temperatura é portanto a taxa de variação da energia interna com respeito à entropia quando as demais variáveis, a saber o volume, são mantidas constantes (o que implica {\displaystyle dQ_{rev}=dU} mediante a primeira lei da termodinâmica uma vez que a variação de volume e em consequência o trabalho é nulo, e na expressão anterior por conseguinte).

#### Com base na física estatística
As definições modernas da temperatura mostram-se todas de alguma forma relacionadas à física estatística, e nesta a temperatura é definido em termos da energia cinética média por graus de liberdade de cada partícula integrante do sistema. A temperatura é associada ao movimento das partículas em uma determinada substância, aumentando se a energia de movimento, ou agitação, das partículas aumentarem, e vice-versa. Neste contexto o termo movimento das partículas não implica restrição ao movimento de translação das mesmas (no movimento associado à trajetória retilínea ou balística), mas também envolve as energias cinéticas internas de uma determinada partícula, a saber as associadas à vibração e rotação, conforme antes abordado.
Moléculas têm mais graus de liberdade do que átomos individuais visto que podem vibrar e rotacionar, além de transladar. Em equilíbrio, entretanto, tem-se sempre a mesma energia média associada a cada grau de liberdade da partícula, sendo a temperatura diretamente associada a esta energia média. A temperatura é, em essência, uma medida de energia cinética média por grau de liberdade e por partícula, portanto, podendo perfeitamente ser medida em joules.